# Пуйя (коммуна)
Пуйя́ (фр. Pouillat) — коммуна во Франции, находится в регионе Рона — Альпы. Департамент — Эн. Входит в состав кантона Треффор-Кюизья. Округ коммуны — Бурк-ан-Брес.
Код INSEE коммуны — 01309.

## География
Коммуна расположена приблизительно в 370 км к юго-востоку от Парижа, в 80 км северо-восточнее Лиона, в 21 км к северо-востоку от Бурк-ан-Бреса.

## Климат
Климат полуконтинентальный с холодной зимой и тёплым летом. Дожди бывают нечасто, в основном летом.

## Население
Население коммуны на 2010 год составляло 88 человек.
| 1962 | 1968 | 1975 | 1982 | 1990 | 1999 | 2010 |
| ---- | ---- | ---- | ---- | ---- | ---- | ---- |
| 60   | 48   | 35   | 26   | 38   | 58   | 88   |

## Администрация
| Период | Период | Фамилия    | Партия | Примечания |
| ------ | ------ | ---------- | ------ | ---------- |
| 2001   | 2008   | Эрик Шапюи |        |            |
| 2008   | 2020   | Ги Шапюи   |        |            |

## Экономика
В 2010 году среди 51 человека трудоспособного возраста (15—64 лет) 41 были экономически активными, 10 — неактивными (показатель активности — 80,4 %, в 1999 году было 70,0 %). Из 41 активных жителей работали 40 человек (24 мужчины и 16 женщин), безработным был 1 мужчина. Среди 10 неактивных 4 человека были учениками или студентами, 4 — пенсионерами, 2 были неактивными по другим причинам.